# 저스티스 리그: 아틀란티스의 왕좌
《저스티스 리그: 아틀란티스의 왕좌》(영어: Justice League: Throne of Atlantis)는 저스티스 리그를 소재로 한 2015년 애니메이션 영화이다. 제프 존스, 폴 펠레티어, 이방 헤이스의 뉴52 《저스티스 리그》 스토리아크 "아틀란티스의 왕좌"를 원작으로 하는 작품으로서, 《저스티스 리그: 워》(2014)의 속편이다. 이선 스폴딩이 연출하였다.

## 출연진
- 맷 랜터 - 아쿠아맨 / 아서 커리
  - DJ 프라이스 - 어린 아서
- 수말리 몬타노 - 메라
- 샘 윗워 - 오션 마스터
- 시레나 어윈 - 아틀란나 여왕
- 제이슨 오마라 - 배트맨 / 브루스 웨인
- 제리 오코널 - 슈퍼맨 / 클라크 켄트
- 로사리오 도슨 - 다이애나 프린스 / 원더우먼
- 크리스토퍼 고럼 - 플래시 / 배리 앨런
- 네이선 필리언 - 그린 랜턴 / 할 조던
- 셰마 무어 - 사이보그 / 빅터 스톤
- 줄리엣 랜도 - 로이스 레인
- 숀 애스틴 - 샤잠 / 밸리 뱃슨
- 해리 레닉스 - 블랙 만타
- 조지 뉴번 - 스티브 트레버
- 멜리크 버거 - 세라 찰스
- 스티븐 블룸 - 렉스 루터, 사이보그의 기계음
- 래리 시다 - 토머스 커리
- 배리 데넌 - 국방부 고문
- 폴 아이딩 - 선장
- 제이 K. 존슨 - 샘 레인
- 매슈 양 킹 - 신 박사
- 카리 페이턴 - 존 헨리 아이언스
- 앤드리아 로마노
- 마이클 로젠바움
- 세드릭 야브로